# 614690 Conversimarcello
614690 Conversimarcello è un asteroide della fascia principale. Scoperto nel 2021, presenta un'orbita caratterizzata da un semiasse maggiore pari a 2,658228 UA e da un'eccentricità di 0,218469, inclinata di 19,009623° rispetto all'eclittica.
È dedicato al fisico ed informatico Marcello Conversi.